# بلکی کو
بلکی کو (انگلیسی: Blackie Ko؛ ‏ ۲۲ فوریهٔ ۱۹۵۳ – ۹ دسامبر ۲۰۰۳) کارگردان فیلم و بازیگر اهل تایوان بود.
از فیلم‌هایی که وی در آن‌ها نقش داشته‌است، می‌توان به ماسک سیاه ۲: شهر ماسک، پدرم قهرمان است و برادر خوبم دودو اشاره نمود.